# Emmeline Charlotte Elizabeth Stuart-Wortley
Emmeline Charlotte Elizabeth Stuart-Wortley (ur. 2 maja 1806, zm. 30 października 1855) – poetka angielska epoki romantyzmu.
Była córką Johna Mannersa, księcia Rutland. W 1831 roku poślubiła Charlesa Stuart-Wortley-Mackenziego. Po tym jak w 1844 roku została wdową, zaczęła podróżować. Jej największym dziełem jest poemat w dwudziestu jeden pieśniach The Maiden of Moscow (Dziewczyna z Moskwy).